# 獨腳銅人
獨腳銅人，是中國古代短兵器中的一種，但通常出現在文學作品之中，尤其是武俠小說之中，又稱獨腿銅人，但並沒有出土實物。

## 簡介
在少林寺的少林兵器總譜一書中，紀錄獨腿銅人腿長一尺零五分，身長九寸，頭長五寸，頭上手臂長出八寸一分，總長三尺二寸六分，明朝的玄魁法師練有這門兵器。

## 文學創作
《說唐》裡的《羅通掃北》有登場野馬川守將鐵雷八寶，其人所用兵器就是獨腳銅人，書中敘述独脚铜人有四尺长，原有头有手，单有一只脚，像十二三岁的小孩子一般，有千斤多重，将此作军器。
在金庸的小說《書劍恩仇錄》中，獨腳銅人是關東六魔中滕一雷的兵器，銅人只有獨足，手卻有一對，雙手過頂合攏，正是一把厲害的閉穴撅。這銅人極為沉重，除點穴外又能橫掃直砸，比鋼鞭鐵錘尤為威猛。
黃易的小說《覆雨翻雲》中蒙古八大高手之一的強望生也用獨腳銅人為兵器，《大唐雙龍傳》中魔門高手尤鳥倦也使用獨腳銅人這項兵器。